# Stanislav Manolev
Stanislav Manolev (în bulgară: Станислав Манолев; n. 16 decembrie 1985, Blagoevgrad, Bulgaria) este un fotbalist aflat sub contract cu Kuban Krasnodar.